# Candida la Vecchia
Santa Candida la Vecchia (Napoli, 5 o 6 d.C. – Napoli, 4 settembre 78) è una delle prime sante cristiane di Napoli.

## Biografia
Secondo la leggenda era un'anziana donna ebrea del paese, afflitta da una grave infermità; allorché l'apostolo Pietro passò dalla città campana per raggiungere Roma, la santa lo supplicò di guarirla, promettendogli in cambio la sua adesione al Cristianesimo. Pietro compì dunque un esorcismo, risanando finalmente la donna. A prodigio compiuto, Candida decise di convocare anche un suo amico malato, Aspreno, il quale ricevette anch'egli la guarigione da parte dell'apostolo, venendo infine nominato, al momento della sua partenza, vescovo di Napoli.
Candida morì nel 78, probabilmente il 4 settembre, martire nella sua città natale, al tempo dell'imperatore Vespasiano (68-79).